# Pedro Legarreta
Pedro Legarreta oder Pedro Legorreta, auch bekannt unter dem Spitznamen Perico, war ein mexikanischer Fußballspieler auf der Position eines Verteidigers. 

## Leben
Legarreta spielte zumindest im Zeitraum zwischen 1920/21 und 1925/26 für den Club América, mit dem er in den Spielzeiten 1924/25 und 1925/26 zweimal in Folge die Meisterschaft der Hauptstadtliga gewann.
Außerdem war Legarreta einer von sieben Spielern, die die ersten sechs Spiele in der Geschichte der mexikanischen Nationalmannschaft bestritten, die im Jahr 1923 allesamt gegen den südlichen Nachbarn Guatemala ausgetragen wurden. 
Sowohl in der Nationalmannschaft als auch im Verein bildete Legarreta (auf der rechten Seite) zusammen mit dem Mannschaftskapitän und der América-Ikone Rafael Garza Gutiérrez die Innenverteidigung.